# Jožef Zazula
Jožef Zazula, slovenski pesnik, publicist in fotograf, * 23. marec 1870, Idrija, † 29. julij 1944, Bjelovar, Hrvaška.
Zazula se je po končani gimnaziji, ki jo je obiskoval v Ljubljani in Kranju, leta 1887 zaposlil v davčni upravi. Služboval je v raznih krajih. Pisal je razne strokovne članke o davčništvu, zgodovini in planinstvu. Ukvarjal se je tudi s fotografijo in za dokumentarne slike prejel več priznanj. Med prvimi objavljenimi pesmimi leta 1888 sta bila tudi dva sonetna venca. Zazula je sestavil, verjetno prvi v slovenski književnosti, najverjetneje pa tudi v drugih književnostih, sonetni venec sonetnih vencev imenovan Svetovlastniku, ki ga sestavlja 212 sonetov. Pisanju tega sonetnega venca je posvetil 36 let, saj ga je pisal od leta 1906 pa vse do smrti.